# Hashem Beikzadeh
Mohammad Hashem Beikzadeh (en persa: محمد هاشم بیک زاده; Teherán, Irán, 22 de enero de 1984) es un exjugador y actual entrenador de fútbol iraní. En su etapa como jugador profesional se desempeñaba como lateral izquierdo. Actualmente trabaja como entrenador asistente del Esteghlal de la Iran Pro League.
Beikzadeh pertenece a la etnia azerí de Irán.

## Selección nacional
Fue internacional con la selección iraní en 20 ocasiones y convirtió un gol.

### Participaciones en Copas del Mundo
| Mundial                        | Sede   | Resultado      | Partidos | Goles |
| ------------------------------ | ------ | -------------- | -------- | ----- |
| Copa Mundial de Fútbol de 2014 | Brasil | Fase de grupos | 0        | 0     |

## Clubes

### Como jugador
| Club             | País | Año       |
| ---------------- | ---- | --------- |
| Fajr Sepasi      | Irán | 2004-2008 |
| Esteghlal        | Irán | 2008-2010 |
| Sepahan          | Irán | 2010-2012 |
| Esteghlal        | Irán | 2012-2015 |
| Saba Qom         | Irán | 2015      |
| Zob Ahan         | Irán | 2016      |
| Saba Qom         | Irán | 2016      |
| Tractor Sazi     | Irán | 2017      |
| Naft Teherán     | Irán | 2017-2018 |
| Sorkhpooshan     | Irán | 2018      |
| Baadraan Teherán | Irán | 2019      |

### Como entrenador
| Club                              | País | Año       |
| --------------------------------- | ---- | --------- |
| Naft Teherán (director de equipo) | Irán | 2017      |
| Baadraan Teherán (asistente)      | Irán | 2019-2020 |
| Mes Kerman (asistente)            | Irán | 2021      |
| Vista Turbine (asistente)         | Irán | 2021-2022 |
| Gol Gohar (asistente)             | Irán | 2022-2023 |
| Esteghlal (asistente)             | Irán | 2023-     |

## Palmarés

### Campeonatos nacionales
| Título          | Club      | País | Año  |
| --------------- | --------- | ---- | ---- |
| Iran Pro League | Esteghlal | Irán | 2009 |
| Iran Pro League | Sepahan   | Irán | 2011 |
| Iran Pro League | Sepahan   | Irán | 2012 |
| Iran Pro League | Esteghlal | Irán | 2013 |
| Copa Hazfi      | Zob Ahan  | Irán | 2016 |

### Copas internacionales
| Título                | Selección | Sede            | Año  |
| --------------------- | --------- | --------------- | ---- |
| Campeonato de la WAFF | Irán      | Amán (Jordania) | 2007 |